# Ha Jung-won
Ha Jung-won   (Corea del Nord, 20 d'abril de 1942) fou un futbolista nord-coreà de la dècada de 1960.
Fou internacional amb la selecció de futbol de Corea del Nord amb la qual participà a la copa del Món de futbol de 1966.
A nivell de club destacà com a jugador de August 8 Sports Club.